# ميخائيل ويلد
ميخائيل ويلد (بالإنجليزية: Michael Wylde)‏ هو لاعب كرة قدم بريطاني في مركز الدفاع، ولد في 6 يناير 1987 في برمنغهام في المملكة المتحدة. شارك مع منتخب إنجلترا لكرة القدم C ‏. أما مع النوادي، فقد لعب مع كامبريدج يونايتد ونادي تاموورث ونادي تشيلتنهام تاون لكرة القدم ونادي كيدرمينستر هاريرز لكرة القدم.

## وصلات خارجية
- ميخائيل ويلد على موقع قاعدة بيانات كرة القدم.إي يو (الإنجليزية)
- ميخائيل ويلد على موقع Soccerbase.com (لاعب) (الإنجليزية)
- ميخائيل ويلد على موقع Soccerway.com (الإنجليزية)